# John Clellon Holmes
John Clellon Holmes (New York, 12 marzo 1926 – 2 marzo 1988) è stato un poeta statunitense.

## Biografia
Docente universitario all'Università dell'Arkansas e alla Yale, il suo scritto Go, del 1952, è considerato il primo in assoluto del genere beat.
Fondamentali per la sua formazione letteraria fu l'amicizia con Jack Kerouac, Neal Cassady, e Allen Ginsberg.
Fu Jack Kerouac a coniare il termine Beat Generation quando, rivolgendosi all'amico, esclamò: "You know, this is really a beat generation" (lo sai, questa è davvero una beat generation).
L'espressione venne ripresa, poi, da Holmes in un suo articolo, dal titolo Questa è la Beat Generation, pubblicato il 16 novembre del 1952 sul New York Times Magazine (a pag. 10). Nell'articolo egli attribuiva la paternità del termine beat a Kerouac, il quale, a sua volta, la attribuì a Herbert Huncke.